# Past na myši (divadelní hra)
Past na myši (v originále The Mousetrap) nebo také Tři slepé myšky je detektivní divadelní hra z pera Agathy Christie o dvou jednáních. Původně vznikla jako rozhlasová hra a svou premiéru měla v květnu roku 1947. Šlo o narozeninový dárek pro babičku královny Alžbety II., královnu Mary. Svou světovou premiéru poté měla 6. října 1952 v Nottinghamu v Royal Theatre, zatímco v Londýně ji lidé mohli poprvé vidět až o měsíc později 25. listopadu v Ambassador Theatre. Odtud se pak hra v roce 1974 přesunula na jeviště v Saint Martin's Theatre.
Příběh vychází z reálné události týraných dětí a dočkal se ohromného úspěchu. V londýnských divadlech se hra uvádí nepřetržitě od její premiéry v již zmíněném roce 1952 (až na krátké přerušení vinou celosvětové covidové epidemie), a je tak dodnes nejdéle nepřetržitě hranou inscenací, která je zapsaná i v Guinnessově knize rekordů.
19. března 2025 byla uvedena repríza s číslem 30 000.
Vzhledem k tomu, že Past na myši disponuje pro tvorbu Christie typickým překvapivým finále s několika dějovými zvraty, je zvykem, že obecenstvo je na závěr představení požádáno, aby identitu vraha neprozrazovalo nikomu mimo divadelní sál. Tak se zajistí, že hru naplno ocení i budoucí diváci.

## České překlady
- 1961 Past na myši, Jaroslav Chuchvalec, Rudolf Pellar, Luba Pellarová
- 1974 Past na myši, Olga Rychlíková
- 1978 Past na myši, Rudolf Pellar, Luba Pellarová
- 2011 Past na myši, Pavel Dominik
- 2012 Past na myši, Edda Němcová, Lenka Uhlířová, Jan Čermák

## Děj[5]

###### Jednání první
Jednání první se odehrává v obývacím pokoji v domě U Klášterní studny. Domů přichází Mollie Ralstonová, majitelka penzionu a později přichází i její manžel Giles Ralston, který sháněl po Anglii pletivo pro jejich slepice. V rádiu v tu chvíli vysílají zprávy o vraždě, která se stala v Londýně v Culver Street. Zde bylo nalezeno tělo uškrcené Maureen Lyonové.
Venku panuje sněhová bouře, která se dle zpráv má zhoršovat, a silnice se tak stanou neprůjezdnými. Mollie i Giles však očekávají příjezd čtyř hostů, kteří se zde mají ubytovat – Christopher Wren, paní Boyleová, major Metcalf a slečna Casewellová. Zatímco Giles si je nejistý tím, že o jejich návštěvnících nic nevědí, Molli to nijak významně netrápí.

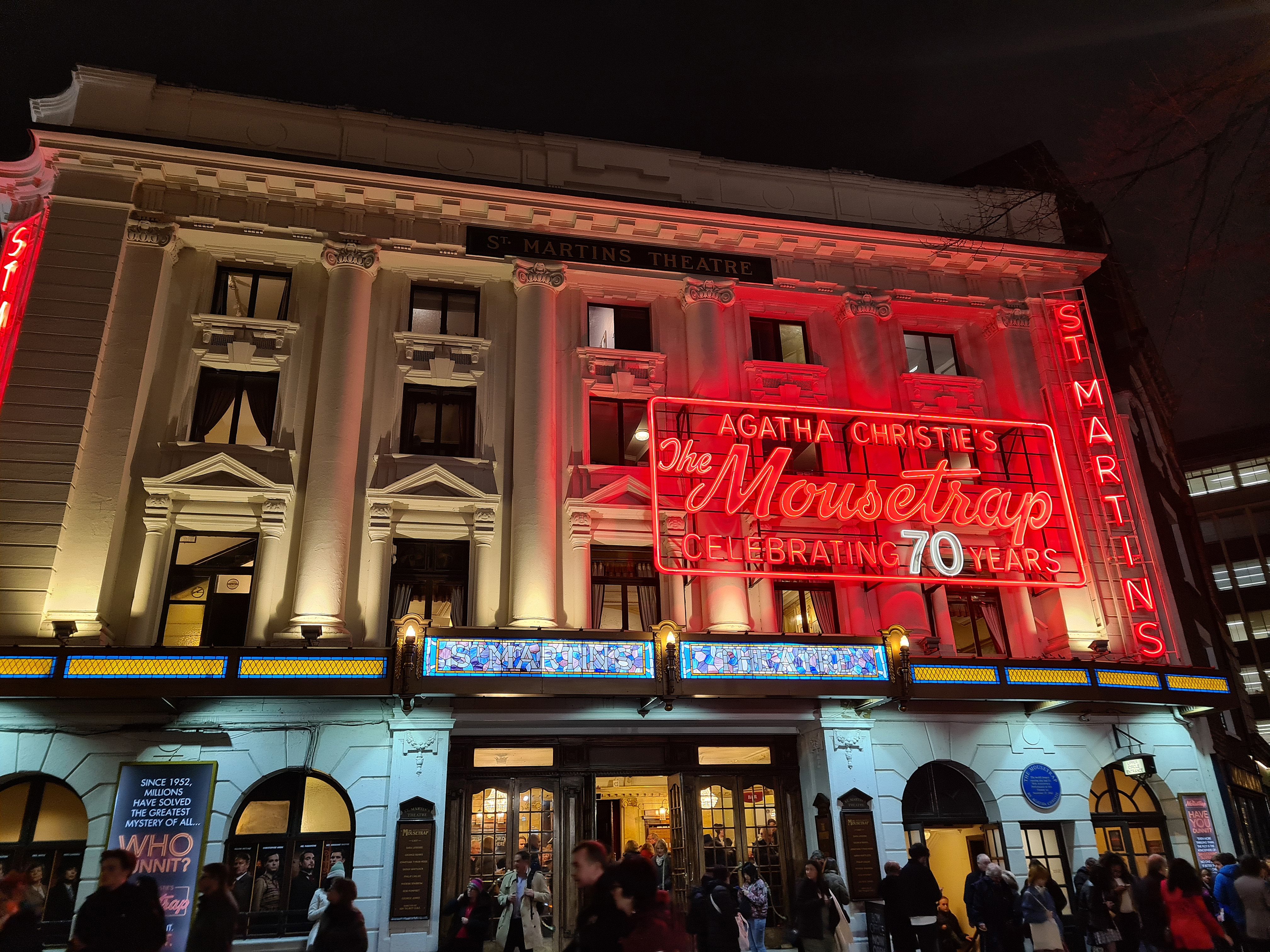
Divadlo St Martin's Theatre v londýnském West Endu, které hru uvádí již od března 1974

Jako první dorazí do penzionu Christopher Wren, který se Mollie okamžitě zalíbí (k nelibosti Gilese). Následuje jej paní Boyleová ve společnosti majora Metcalfa a jako poslední z očekávaných hostů se dostaví slečna Casewellová. Když už si však myslí, že jsou všichni, ozve se zvonek znovu. Je to zvláštní člověk pan Paravicini, který tvrdí, že jeho auto se převrátilo v závěji a hledá proto místo, kde by vánici přečkal. Mollie ho tedy umístí do posledního volného pokoje.
Následující den obdrží Mollie telefonát z Berkshirské policie, že k nim posílají seržanta Trottera, aby jim položil otázky. Mollie namítá, že se k nim přes veškerý sníh nikdo dostat nemůže, ale spojení se přeruší. Když se o telefonátu později zmíní, major Metcalf i Parvicini značně znervózní. Když se pak dohadují, že policie nemá šanci se k nim dopravit, kdosi zaťuká na okno. Je to seržant Trotter na lyžích.
Zatímco major Metcalf zjišťuje, že telefon nefunguje, seržant Trotter seznamuje všechny přítomné se situací. Ptá se, zda Maureen Lyonovou, dříve Stanningovou, někdo znal, jelikož u jejího těla našli zápisník se dvěma adresami – jednou byla Culver Street a druhou penzion U Klášterní studny – a pod nimi připsaná slova Tři slepé myšky, odkazující na dětskou říkanku. Podle něj by případ měl mít spojitost s tragédií, která se stala na statku Longridge nedaleko penzionu, kde bydleli Stanningovi, kteří utýrali jedno ze tří soudem svěřených dětí. Domnívá se, že jeden ze zbylých sourozenců je vyšinutým vrahem a nyní se chce pomstít všem, kteří s tragédií mají něco společného a je tu proto, aby dalším vraždám předešel.
Nikdo z přítomných se však k žádnému spojení s tragédií nehlásí, a tak se vydá každý po svém. Tohoto osamění ale číhající vrah využije a nepozorovaně zavraždí paní Boyleovou. Tělo následně nalezne Mollie, kterou z kuchyně zpět do obývacího pokoje přiláká hluk rádia.

###### Jednání druhé
Jednání druhé se odehrává na stejném místě, pouze o deset minut později, kdy je tělo paní Boyleové odneseno pryč. Seržant Trotter všechny zbylé přítomné vyslechne, kde v době vraždy byli a vše si zapíše.
Následuje vzájemné obviňování, kdy se každý z přítomných zdá být viníkem vzhledem k profilu možného vraha. Přeživší bratr je ve věku něco málo přes dvacet let, trpí duševní poruchou a je válečným zběhem. Další možností je i přeživší sestra či otec, který se vrátil z vojny a následně se dozvěděl jak o smrti manželky, tak o ztrátě svých dětí. Máme tu dvě mladé dvacetileté ženy, dva mladé muže, kdy jeden z nich zcela prokazatelně není duševně v pořádku a dokonce se přiznává k tomu, že je také válečným zběhem a poté jednoho až extrémního podivína a postaršího vysloužilého vojáka.
Seržantu Trotterovi se následně ztratí lyže, když se chce vydat pro pomoc, jelikož telefon někdo odstřihl. Začne tedy všechny postupně vyslýchat, až se zarazí u slečny Casewellové, která se zdá být stejně v šoku jako on a s omluvou zmizí v pokoji.
Seržant Trotter si následně všechny zavolá, aby uskutečnil pokus, který by měl objasnit identitu vraha. Všichni mají zopakovat přesně to, co dělali v době vraždy paní Boyleové, ale s jedním zásadním rozdílem. Vymění si své pozice s ostatními.
Jakmile jsou všichni na svých místech, zavolá si k sobě seržant Trotter Mollie. A zde se ukáže, kdo je pravý vrah. Je jím sám seržant Trotter alias Georgie, bratr mrtvého Jimmyho, který se jako malý zapřísáhl, že ho pomstí.
Zavraždil tedy Maureen, která Jimmyho svým týráním zabila a následně byla propuštěna z vězení. Zavraždil i paní Boyleovou, která byla soudkyní v tehdejším procesu a děti umístila právě do rodiny Stanningových. A jako poslední chtěl zabít i Mollie, která tehdy byla učitelkou na jejich škole a Jimmy ji v dopise žádal o pomoc. Ona však tou dobou byla vážně nemocná a dopis se k ní nedostal včas.
Naštěstí se v ten moment v pokoji objeví major Metcalf spolu se slečnou Casewellovou, která Georgiho zastaví. Vyjde totiž najevo, že je jeho sestrou Katherine, ale tuto skutečnost si uvědomila až při jeho výslechu, kdy poznala jeho specifické natáčení vlasu na prst. A major Metcalf se přiznává, že ho podezíral od samého počátku, jelikož on sám je policistou, který do penzionu s předstihem dorazil, když svou identitu vyměnil s majorem, a stojí tak i za zmizením lyží. Vše tak nakonec dopadne dobře.

## Postavy[5]
- Mollie Ralstonová – mladá hezká majitelka penzionu, manželka Gilese Ralstona, bývalá učitelka
- Giles Ralston – mladý majitel penzionu, manžel Mollie Ralstonové, značně žárlivý
- Christopher Wren – mladý podivín, pravděpodobně trpící duševní chorobou, rád vaří a vydává se za někoho jiného, Mollie ho má ráda, kdežto Giles jej podezírá a obviňuje ze zločinu
- Paní Boyleová – postarší povrchní dáma, bývalá soudkyně, stane se obětí vraha
- Major Metcalf – bývalý voják zralého věku
- Slečna Casewellová – mladá žena, trvale žijící v zahraničí, která má poněkud mužný hlas
- Pan Paravicini – podivín a slizoun, který se v penzionu ukáže bez předchozí rezervace, má nemístné vtípky a nosí make-up, který zkresluje jeho věk
- Detektivní seržant Trotter – policista, který přijíždí za sněhové bouře do penzionu

## České divadelní inscenace (aktuální)
- 2023 Past na myši, Divadlo Antonína Dvořáka Příbram, překlad: Luba Pellarová, Rudolf Pellar, režie: Milan Schejbal, hrají: Monika Timková, Lukáš Typlt, Kryštof Grygar, Naďa Konvalinková, Jan Konečný, Helena Lapčíková, Martin Dusbaba, Václav Rašilov

- 2022 Past na myši, Divadlo na Vinohradech, překlad: Pavel Dominik, režie: Jan Burian, hrají: Aneta Krejčíková, Ondřej Kraus, Petr Matyáš Cibulka, Regina Rázlová, Aleš Procházka, Sára Rychlíková / Jana Kotrbatá, Otakar Brousek mladší, Viktor Javořík